# 毛坡柳
毛坡柳（学名：[Salix obscura] 错误：{{Lang}}：文本有斜体标记（帮助））是杨柳科柳属的植物。分布在锡金以及中国大陆的西藏等地，生长于海拔3,000米的地区，常生长在林间空地和山坡，目前尚未由人工引种栽培。